# Gesta Dagoberti

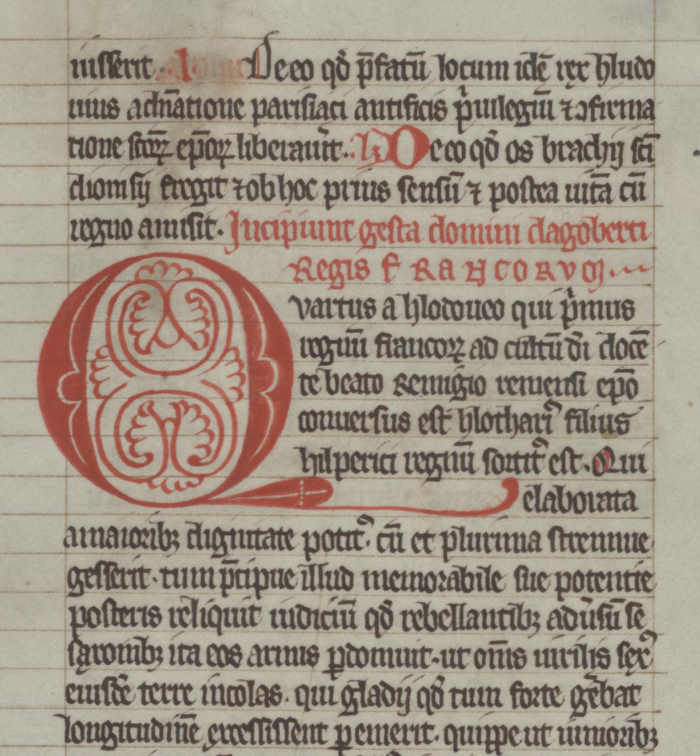
L'inizio delle Gesta nel manoscritto di Jena.
Nella rubrica (in rosso) si legge "Iniziano le gesta del signore Dagoberto, re dei Franchi..." (Incipiuntur gesta domni dagoberti regis francorum...).
L'iniziale decorata Q è l'inizio del testo stesso: "Quarto nella linea di successione di Clodoveo, il primo re dei Franchi a convertirsi al culto di Dio" (Quartus ab Hlodoveo, qui primus regnum Francorum ad cultum Dei).

Le Gesta Dagoberti, per esteso Gesta domni Dagoberti regis Francorum ("Gesta del signore Dagoberto, re dei Franchi"), sono una biografia latina anonima di Dagoberto I, re dei Franchi (623–639) che combina episodi della vita di Dagoberto con numerosi resoconti di miracoli, presentando il protagonista come santo e fondatore dell'abbazia di Saint-Denis. Scritta all'inizio del IX secolo, come fonte storica è inaffidabile, ma non del tutto inutile.

## Data, autore e manoscritti
Le Gesta furono scritte tra l'800 e l'835 a Saint-Denis sotto la direzione dell'abate Ilduino. La datazione può essere ristretta secondo alcuni tra l'830 e l'835, o addirittura tra l'834 e l'835. Che esistesse già nell'835 è certo, poiché l'imperatore Ludovico il Pio ne fa riferimento in una lettera di quell'anno a Ilduino, che probabilmente gliene aveva inviato una copia. Sebbene anonimo, è stato sulla base di congetture ricondotto a Incmaro, allora monaco a Saint-Denis, per via di somiglianze linguistiche tra le Gesta e due delle opere note di Incmaro, i Miracula sancti Dionysii e le Vitae Remigii. Laurent Morelle suggerisce che Incmaro facesse parte di un gruppo di autori che compose le Gesta sotto la direzione di Ilduino.

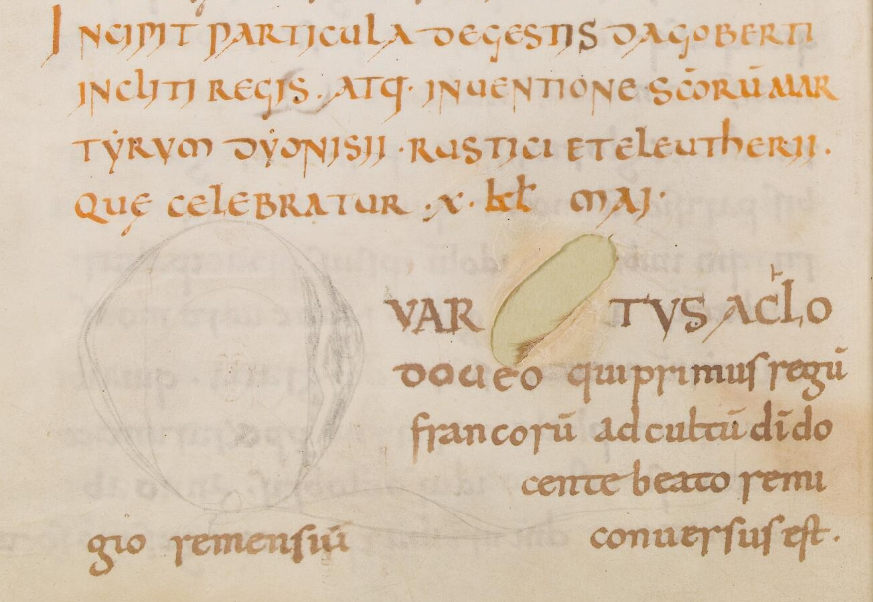
Inizio delle Gesta nel più antico manoscritto sopravvissuto. Manca la Q iniziale.

Il più antico manoscritto esistente delle Gesta risale al IX secolo e un tempo apparteneva all'abbazia di San Bertino. Oggi è a Saint-Omer, Bibliothèque municipale, MS 342. Altre copie note includono:
- Parigi, Bibliothèque nationale, MS lat. 5569 (X secolo)[8]
- Londra, British Library, MS Add. 21109 (XII secolo)[8]
- Saint-Omer, Bibliothèque municipale, MS 715 (XII secolo)[9]
- Città del Vaticano, Biblioteca apostolica vaticana, MS Reg. lat. 571 IV (XII secolo)[10]
- Saint-Omer, Bibliothèque municipale, MS 716 (XIII secolo)[9]
- Bruxelles, Biblioteca reale del Belgio, MS 7460 (XIII secolo)[9]
- Parigi, Bibliothèque nationale, MS lat. 11756 (XIII secolo)[9]
- Parigi, Bibliothèque nationale, MS lat. 5925 (XIII secolo)[11]
- Jena, Biblioteca universitaria e regionale della Turingia, El. 2° 65 (XIV secolo)[8]
- Dresda, Sächsische Landesbibliothek, Staats- und Universitätsbibliothek, MS F 60 (XIV secolo)[8]

## Fonti e contenuti
Le Gesta sono la più antica opera sopravvissuta dedicata esclusivamente a Dagoberto I. Scritta in latino, combina le gesta della vita di Dagoberto con numerosi resoconti di miracoli per presentare Dagoberto come un santo e il fondatore di Saint-Denis. Le sue fonti includono la Cronaca di Fredegario, la Historia Francorum di Gregorio di Tours, il Liber Historiae Francorum e varie vite di santi, tra cui una Vita di Arnolfo di Metz. L'autore aveva anche accesso agli archivi di Saint-Denis, che comprendevano alcune carte emanate da Dagoberto stesso.
Dagoberto I apparteneva alla dinastia dei Merovingi. La prima riga delle Gesta si riferisce a suo padre, Clotario II, come quarto nella linea dei re cristiani. L'autore cercò tuttavia di collegare Dagoberto anche alla dinastia carolingia che regnò negli anni trenta del IX secolo. Diede alla madre di Dagoberto il nome Bertrada, che era anche il nome della madre di Carlo Magno, e affermò che fosse stato educato da Arnolfo di Metz, uno dei primi antenati dei Carolingi. Ciononostante vi è motivo di ritenere che l'autore stesse criticando sottilmente i Carolingi. Le Gesta sono scritte piuttosto come uno speculum regum, uno "specchio per i re", una chiara presentazione di come un re virtuoso e devoto avrebbe dovuto comportarsi, il che implica forse che i re contemporanei necessitavano di qualche correzione. Si sa che Incmaro in seguito criticò pesantemente Carlo Martello, uno dei più illustri sovrani carolingi.

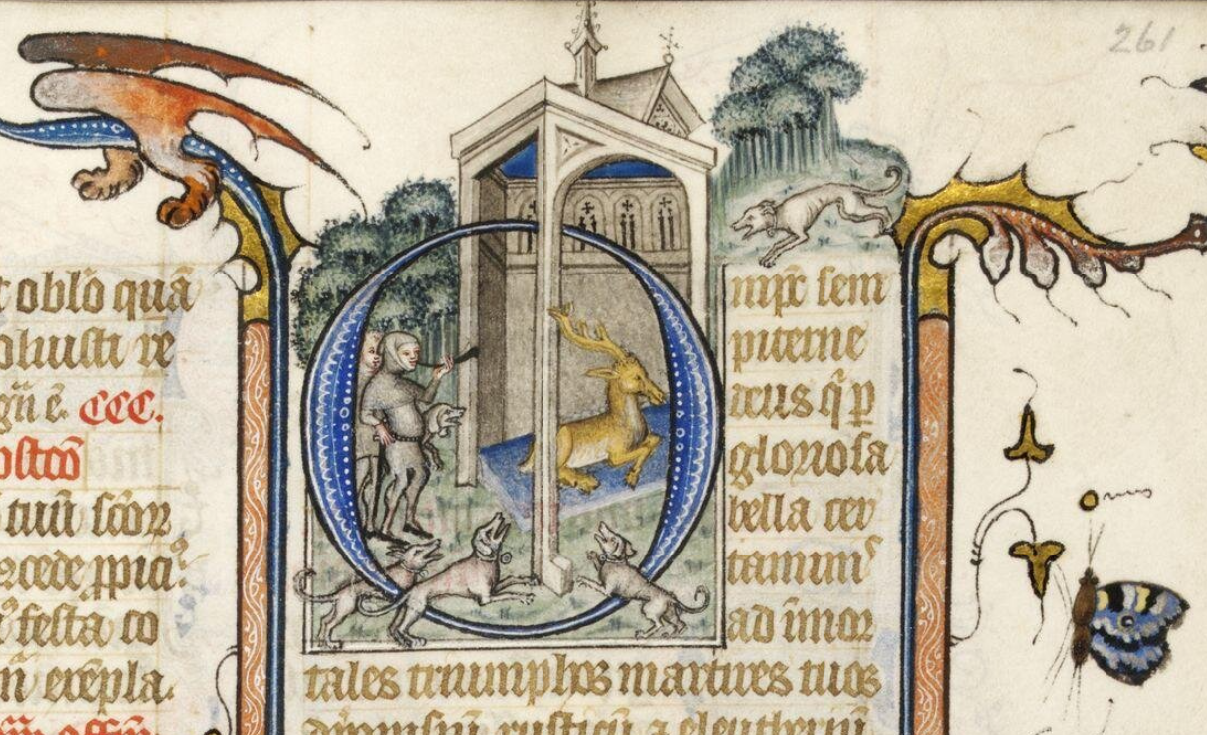
Il miracolo del cervo, da un messale realizzato per Saint-Denis intorno al 1350. La storia ha origine nelle Gesta.

Le Gesta attribuiscono a san Dionigi diversi miracoli per spiegare la devozione di Dagoberto: un giorno, quando Dagoberto era ancora solo un principe, stava inseguendo un cervo quando l'animale si rifugiò dentro un tempietto dedicato a Dionigi; quando i cacciatori e i cani tentarono di inseguire la preda, non riuscirono più a muoversi. Dagoberto si rese così conto del potere protettivo di Dionigi. In seguito, dopo aver fatto infuriare il padre insultando il duca Sadragesilo d'Aquitania, Dagoberto fuggì in un santuario contenente le reliquie di Dionigi e dei suoi compagni. Lì vide Dionigi in sogno e gli promise di costruire un nuovo tempio sulla sua tomba.
L'autore delle Gesta elenca molti dei doni fatti da Dagoberto a Saint-Denis, alcuni dei quali in modo così specifico che presumibilmente aveva davanti a sé gli autentici documenti d'archivio. Tra questi, un omaggio annuale di cento mucche provenienti da Le Mans. Dagoberto ricorda anche Saint-Denis nel suo testamento, di cui fece quattro copie per Laon, Metz, il tesoro reale e Saint-Denis stessa. Sul letto di morte fece firmare al figlio Clodoveo II un documento in cui si impegnava a rispettare i doni elargiti a Saint-Denis. Fu sepolto nella chiesa abbaziale accanto all'altare.
Le Gesta sono note per il resoconto della morte di Dagoberto: al momento della morte di Dagoberto, il vescovo Ansoaldo di Poitiers era in viaggio per una missione diplomatica quando si fermò in Sicilia per incontrare un famoso eremita di nome Giovanni. L'eremita gli raccontò che, proprio il giorno della morte di Dagoberto, mentre pregava per l'anima del re, ebbe una visione del sovrano scortato da demoni neri su una barca verso uno dei vulcani attivi delle isole Eolie. Il re, tuttavia, chiamò i santi verso i quali era stato devoto per tutta la vita - Dionigi, Martino e Maurizio - che apparvero dal tuono e dal fulmine per salvare Dagoberto, portandolo con loro nel seno di Abramo. La storia del salvataggio post-mortem di Dagoberto deve probabilmente qualcosa al racconto nei Dialoghi di Gregorio Magno di un eremita a Lipari che vide Teodorico il Grande gettato in un vulcano che conduceva all'Inferno.

## Utilizzo
Le Gesta furono una delle fonti utilizzate da Primate di Saint-Denis per il suo Roman des rois in francese antico (1274), la prima redazione delle Grandes Chroniques de France. Fu anche fonte importante per la Vita et passio sancti Dyonisii, un resoconto della vita, della morte e dei miracoli di Dionigi scritto dal monaco Yves all'inizio del XIV secolo.
Per gli storici moderni, l'opera è «estremamente inaffidabile» come fonte storica, ma non del tutto inutile. È la fonte più antica a sostenere che Clodoveo I fu unto con l'olio sacro dal vescovo Remigio. È anche la prima fonte a menzionare il nome della madre di Dagoberto. Si sa che Clotario II ebbe due mogli: Aldetrude e, in seguito, Bertetrude; le Gesta sono talvolta citate per indicare che quest'ultima fosse la madre di Dagoberto. Tra le storie che potrebbero essere vere ci sono i resoconti della spedizione punitiva contro il duca Bertoaldo di Sassonia e il divorzio di Dagoberto da Gomatrude per motivi di infertilità.
Le Gesta differiscono occasionalmente dalla loro fonte principale, Fredegario. Ad esempio, riportano che non ci furono sopravvissuti al massacro dei Bulgari da parte di Dagoberto, mentre Fredegario racconta che il loro capo Alcek, con 700 sopravvissuti, si rifugiò nella Marca vindica. Offre anche un resoconto leggermente diverso della rivolta di Samo: descrive Samo come uno slavo, e tale versione è stata fonte per la Conversio Bagoariorum et Carantanorum.

## Edizioni
- Bruno Krusch (a cura di), Gesta Dagoberti I regis Francorum, in Monumenta Germaniae Historica, Scriptores rerum Merovingicarum 2, Hannover, 1888,  pp. 399-425.